# PacBio
PacBio公司（英語：Pacific Biosciences of California, Inc.）是一家美国生物技术公司。